# Chuchelský potok
Chuchelský potok (též Chuchelenský potok) je vodní tok v severovýchodních Čechách, levostranný přítok řeky Jizery, který odvodňuje nevelké území na pomezí Krkonošského podhůří a Ještědsko-kozákovského hřbetu západně od Semil. Do jeho povodí mj. spadá severovýchodní úbočí hory Kozákov. Délka toku činí 4,8 km. Plocha povodí má rozlohu 10,6 km².

## Průběh toku
Potok pramení při východním okraji obce Záhoří a zpočátku nabírá zhruba jihovýchodní směr do obce Chuchelna, v jejímž centru přibírá zprava Palučinský potok, přičemž se obrací prudce vlevo, k severovýchodu. Severovýchodní až východní směr pak potok sleduje po zbytek svého běhu skrze Chuchelnu a semilské předměstí Podmoklice. Nad jezem v Podmoklicích, několik set metrů severozápadně od centra Semil, Chuchelský potok zleva ústí do řeky Jizery.
Vyjma úvodního ¾ kilometru protéká potok souvisle zastavěným územím. Je dlouhý celkem 4847 metrů a na jeho toku se nacházejí dvě nádrže (bezejmenná o rozloze 1360 m² a nádrž Rosnička o rozloze 1118 m²).  Jediným pojmenovaným přítokem je Palučinský potok, ústící zprava v Chuchelně. Ostatních několik drobnějších přítoků jména nemá.